# Patrînți, Camenița
Patrînți (în ucraineană Патринці) este un sat în comuna Kalacikivți din raionul Camenița, regiunea Hmelnîțkîi, Ucraina.

## Demografie
Componența lingvistică a localității Patrînți
     Ucraineană (100%)
Conform recensământului din 2001, toată populația localității Patrînți era vorbitoare de ucraineană (100%).